# Intérieur
Intérieur ou Le Viol é uma pintura a óleo sobre tela de Edgar Degas, elaborado em 1868. Descrito como "o mais intrigante dos principais trabalhos de Degas", retrata um confronto entre um homem e uma mulher. Esta obra de arte está exposta no Museu de Arte da Filadélfia, nos Estados Unidos.